# Abu Kamal (nahija)
Nahija Abu Kamal je nahija u okrugu Abu Kamal, u sirijskoj pokrajini Deir ez-Zor. Po popisu iz 2004. (prije rata), nahija je imala 92.031 stanovnika. Administrativno sjedište je u naselju Abu Kamal.